# Франсиско
Франси́ско (исп. Francisco) — испанское мужское имя и фамилия, в других языках встречаются варианты — Франциско, Франческо, Франциск. Носители фамилии:
- Франсиско, Питер (1760—1831) — американский патриот, участник войны за независимость.
- Франсиско, Мануэль — южноафриканский снукерист, брат Сильвино Франсиско.
- Франсиско, Питер (род. 1962) — южноафриканский снукерист, племянник Мануэля и Сильвино Франсиско.
- Франсиско, Сильвиньо (род. 1946) — южноафриканский снукерист, брат Мануэля Франсиско.